# Pittosporum goetzei
Pittosporum goetzei är en tvåhjärtbladig växtart som beskrevs av Adolf Engler. Pittosporum goetzei ingår i släktet Pittosporum och familjen Pittosporaceae. Inga underarter finns listade.